# Johann Christoph Friedrich GutsMuths

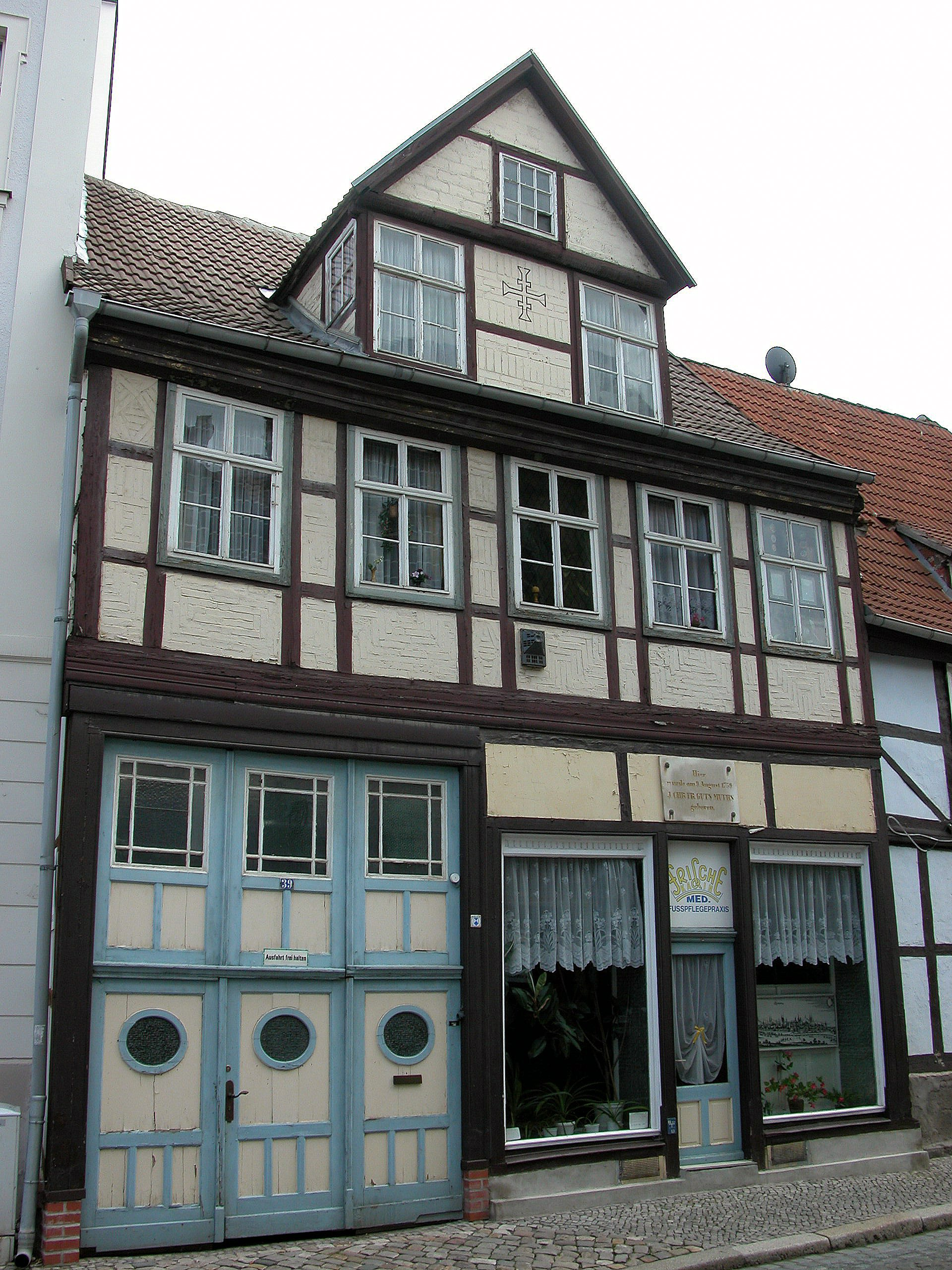
GutsMuths szülőháza Quedlinburgban

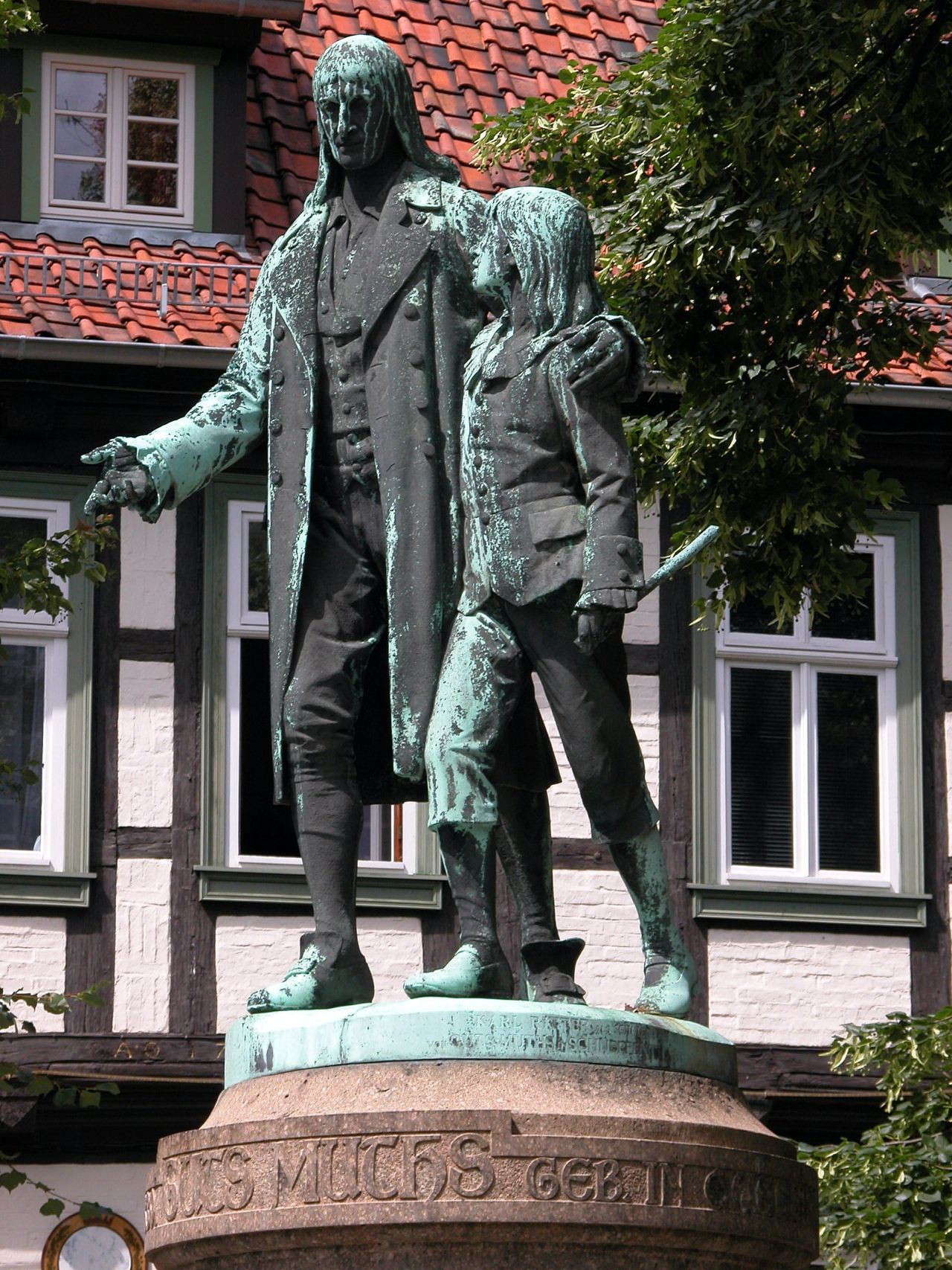
GutsMuths-emlékmű a róla elnevezett téren Quedlinburgban

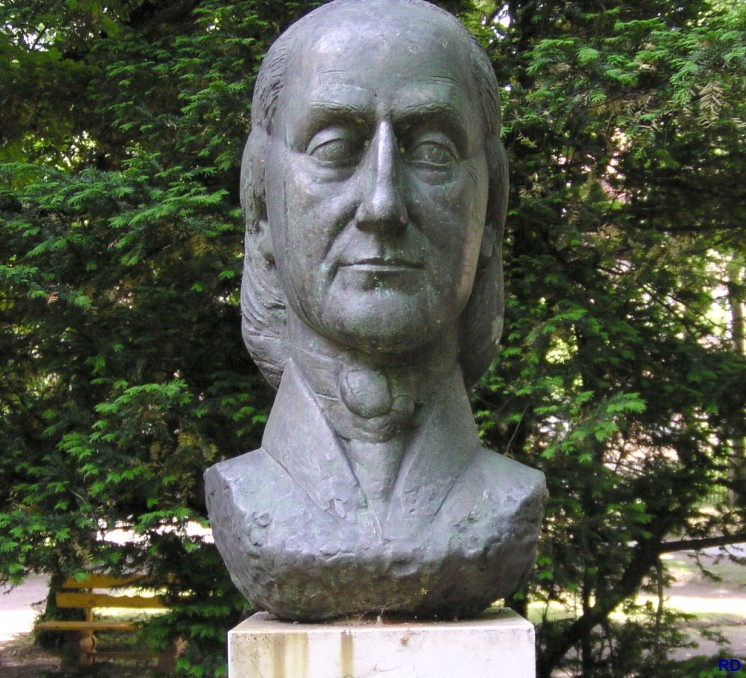
GutsMuths mellszobra Schnepfenthalban

Johann Christoph Friedrich GutsMuths (Guthsmuths és Guths-Muths névalakban is) (Quedlinburg, 1759. augusztus 9. – Ibenhain, 1839. május 21.) német pedagógus.

## Életpályája
A gimnáziumot szülőföldjén végezte. 1779-ben Halléba ment, ahol a hittudományt tanulmányozta. Az ő Gymnastik für die Jugend (Schnepfenthal, 1793, 2. kiadás 1804) című munkája a testi nevelés klasszikus segédeszköze és minden később megjelent hasonló mű alapja lett. Előbb ezt a tárgyat csak nevelői szempontból tekintette, e szemponthoz 1814-16-ban egy másik, a hazafiúi szempont járult, mikor megírta Turnbuch-ját (Frankfurt, 1817).
A testi nevelésre vonatkozó tanulmányai vezették őt a következő műve kidolgozására: Spiele zur Uebung und Erholung des Körpers und Geistes für die Jugend (Schnepfenthal). Ezután jelent meg tőle Lehrbuch der Schwimmkunst (Weimar, 1798, 2. kiadás 1832), míg aztán egy sokat használt könyve: Mechanische Nebenbeschäftigungen für Jünglinge und Männer (Altenburg, 1801, 2. kiadás Lipcse, 1816) fejezte be. 1800-tól 1819-ig egy folyóiratot adott ki, Bibliothek für Pädagogik, Schulwesen unddie gesammte pädag. Literatur Deutschlands címmel. 
Ezután visszatért régi tárgyához, a földrajz tanulmányozásához és Gaspari, Hassel és mások társaságában egy nagyobb földrajzi mű kiadásába fogott, melybe a dél-amerikai államok földiratát írta. Korábban is írt egy Lehrbuch der Geographie című művet (2 kötet, Lipcse, 1810). 1820-ban Gothában ismét kiadott egy földrajzi könyvet: Deutsches Land und Deutsches Volk címmel. 1836-ban megülte munkássága 50. évfordulóját.